# おたる祝津にしん群来祭り
おたる祝津にしん群来祭り（おたるしゅくつにしんくきまつり）は、北海道小樽市で開催されていたイベント。2009年（平成21年）から2022年（令和4年）まで開催された。旧名称は「おたる祝津にしん祭り」。2023年（令和5年）からは小樽市の「おタテ祭り」と統合されて、「おたる祝津にしん・おタテ祭り」として開催されている。

## 概要
イベントの名の「群来（くき）」とは、ニシンが産卵のために海岸に押し寄せ、オスのニシンの放精で海が乳白色に濁る現象である。ニシンはかつて北海道を代表する魚だったが、1950年代からほとんど獲れない状態が続いていた。しかし祝津では2000年代末頃より漁獲が増え、群来が見られるようになった。これを機に企画されたのが、本イベントである。
群来の到来を祝うと共に、ニシン漁で栄えた小樽市祝津地区に再び活力を取り戻すべく企画されたイベントであり、小樽でとれたニシンを観光客や市民らに食べてもらうことを目的としていた。主催は、地元の町おこしグループ「祝津たなげ会」や小樽市漁協などで作る実行委員会である。
メインイベントとして企画されたのは、ニシンの千尾分の串焼きの無料提供である。当初は千尾の調達が困難で、アラスカ産やロシア産などで調達も検討されていたものの、2009年に50年以上ぶりに群来が到来し、小樽のニシン千尾を調達することができ。開催当日は雨にもかかわらず、この串焼き目当ての長蛇の列ができ、毎年の恒例イベントとなった。
2013年（平成25年）開催の第5回より、「おたる祝津にしん祭り」から「おたる祝津にしん群来祭り」に改名された。2015年（平成27年）開催の第7回では、開催以来初めて、地元漁師の妻が考案したニシンの丼「群来太郎丼」が提供された。丼の売り場前には長蛇の列ができ、限定300食が約2時間で完売するほどの人気であった。ニシンの稚魚の放流や、ニシン漁家建の築群を巡るツアーも開催された。
2020年と2021年は新型コロナウイルスの影響で中止を強いられていたが、2022年には3年ぶりとなる第12回が、青塚食堂前浜会場で開催され、恒例となったニシンの無料提供や、群来太郎丼など各種創作料理の提供、ニシンの稚魚の放流式などで、好評を博した。
小樽産の海産物関連のイベントとしては、同2022年に、ホタテガイを「おタテ」と呼んでPRする「おタテ祭り」が開催されていたが、地元漁業者らほぼ同じメンバーが実行委員会を作って主催していること、実行委員やボランティアの高齢化により年に複数のイベント開催が困難になったことから、2023年（令和5年）には両者のイベントが統合されて、「おたる祝津にしん・おタテ祭り」としての開催に至った。